# Кладские говоры
Кла́дские го́воры че́шского языка́ (чеш. kladské nářečí) — говоры северо-восточного чешского диалекта, отмечаемые диалектологами в первой половине XX века в районе Клодзко (чеш. Kladsko), на территории современного Клодзского повята Нижнесилезского воеводства в Польше, главным образом в окрестностях городa Кудова-Здруй, рядом с чешско-польской границей. По ряду диалектных признаков кладские говоры близки подкрконошским говорам, распространённым в северо-восточных районах Богемии на границе с Польшей.

## История
Чехи окрестностей Клодзко являются коренными жителями данного региона, чешские поселения известны здесь уже с XI века. Сравнительно рано Клодзкий край был охвачен немецкой колонизацией. Переселение немцев и включение окрестностей Клодзко почти на два столетия в состав Пруссии и позднее с 1871 года в состав объединённой Германии привело к онемечиванию части чехов. Послe Второй мировой войны Клодзкий край был передан Польше, значительная часть остававшегося местного чешского нaceления вместе с немецким была депортирована, часть чехов caма переселилась в Чехословакию. В Клодзском повяте осталась немногочисленная группа чехов — носителей кладских говоров, которая большей частью была впоследствии ассимилирована переселившимися в повят поляками. Потомки чехов Клодзко в настоящее время живут в основном в Чехии и в Германии (главным образом в Баварии).

## Особенности говоров
Для кладских говоров характерны многие языковые черты, общие для всех говоров северо-восточного чешского диалекта, ряд общих черт объединяет кладские с близкими им подкрконошскими говорами.

Основные диалектные черты, характерные для кладских говоров:
1. Фонема v, как и в остальных говорах северо-восточного чешского диалекта, в том числе в подкрконошских, а также в соседних с ними центральноморавских говорах, представлена в виде u̯ не перед гласными, а также в виде w в любой позиции: zrou̯na (чеш. литер. zrovna, рус. просто), hlawa (чеш. литер. hlava, рус. голова). В кладских, как и в подкрконошских говорах, звук u̯ возможен и на месте l.
2. Произношение сочетания согласных nn на месте dn: jennoho (чеш. литер. jednoho, рус. одного) и т. п.
3. На месте слогообразующих r̥ и l̥, как и в подкрконошских говорах, возможны er (ir, ar), el (il, al): smert’ (чеш. литер. smrt, рус. смерть), deržat’ (чеш. литер. držet, рус. держать) и т. п.
4. Изменение -vě- в -je-: sjet (чеш. литер. svět, рус. мир) и т. п.
5. Отсутствие j в начале слова: ídlo (чеш. литер. jídlo, рус. еда), реже в середине слова: stoí (чеш. литер. stojí, рус. стоит) и т. п.
6. Наличие в ряде случаев кратких гласных на месте долгих: lepši (чеш. литер. lepší, рус. лучше), veseli (чеш. литер. veselý, рус. весёлый) и т. п. Иногда долгие гласные представлены на месте общечешских кратких: mý (чеш. литер. my, рус. мы), plákala (чеш. литер. plakala, рус. плакала) и т. п.
7. Распространение словоформ hdo (чеш. литер. kdo, рус. кто), vid’al (общечеш. viděl, рус. видел) и др.
8. Окончание -i у одушевлённых существительных мужского рода множественного числа в именительном и винительном падеже: vidim kluci.
9. Окончание -oj у одушевлённых существительных мужского рода единственного числа в дательном падеже: pánoj.
10. Распространение большего числа заимствований из немецкого языка, чем в других чешских говорах и в литературном языке, в XX веке отмечается появление полонизмов: ostatní (от пол. ostatni, рус. последний), teraz (от пол. teraz, рус. сейчас) и др.